# Pucking
Pucking est une commune autrichienne du district de Linz-Land en Haute-Autriche.